# 戴维 (佛罗里达州)
戴维（英語：Davie），是美国佛罗里达州布勞沃德縣下属的一座城镇。建立于1925年。面积约为88.5平方公里（约合34.2平方英里）。根据2010年美国人口普查，该市有人口91,992人。论人口在本州排行第22。